# Freddy De Chou
Freddy De Chou is een Belgisch politicus van sp.a. Van 1995 tot 2000 en van 2006 tot 2011 was hij burgemeester van Geraardsbergen.
In 2011 raakte bekend dat De Chou, samen met enkele anderen, al jarenlang bijdragen weigerde te betalen aan de partijkas van zijn partij sp.a. Volgens de partij werd herhaaldelijk aangedrongen op een betaling van de achterstallige bedragen. Na de zoveelste weigering werd in 2005 een tuchtprocedure opgestart. In 2011 werd beslist dat De Chou samen met vier anderen uit de partij gezet moest worden. De Chou zelf zei dat hij een speciale regeling had getroffen met zijn partij, maar provinciaal voorzitter Freya Van den Bossche van sp.a ontkende dat. Ze betreurde het ontslag, maar zei dat ze geen andere keuze had.
Op 15 november 2011 maakte De Chou zelf bekend dat hij eind 2011 zou opstappen als burgemeester. Hij zei dat hij dit zou doen wegens persoonlijke redenen en gaf ook aan dat hij de verjonging van zijn partij niet in de weg wou staan. Meteen na zijn aankondiging barstte de strijd om de sjerp los, met voormalig burgemeester en toenmalig OCMW-voorzitter Guido De Padt (Open Vld) en eerste schepen Patrick Flamez (sp.a) als voornaamste kandidaten. Eind november 2011 raakte bekend dat Guido De Padt het zou halen, met de steun van CD&V.